# フランコ・ブリエンツァ
フランコ・ブリエンツァ（Franco Brienza, 1979年3月19日 - ）は、イタリア・カントゥ出身の元サッカー選手。左右ウィングを得意とするが、トップ下やセンターフォワードなど攻撃的ポジションを複数こなす。

## 経歴
いくつかのクラブでユース時代を過ごした後、1997年にセリエBに所属していたフォッジャ・カルチョでプロデビューし、3年間プレーした。素質を評価され21歳の時にASローマと契約したが、すぐさまセリエC1のUSチッタ・ディ・パレルモに貸し出された。この移籍は、当時のローマ会長であったフランコ・センシがパレルモも所有していたために実現したものであり、若手に経験を積ませるためにブリエンツァら数名の選手が送り込まれた。
パレルモでは主力として活躍し、セリエC1優勝を経験。2002年に完全移籍する。マウリツィオ・ザンパリーニがパレルモを買い取った2002-03シーズンは開幕後にアスコリ・カルチョにレンタル移籍し、7ゴールを挙げた。翌シーズンはパレルモに戻り、主力として活躍したが、1月にペルージャ・カルチョに期限付き移籍。ここで初めてセリエAでプレーする機会を与えられた。ブリエンツァはペルージャでもレギュラーを勝ち取ったがチームは降格した。
シーズン終了後にセリエBで優勝したパレルモに戻る。パレルモにとって32年ぶりのセリエA挑戦となった2004-05シーズンは、ペルージャでチームメイトだったファビオ・グロッソや、エースのルカ・トーニなどと共に不可欠な存在となり、10ゴールを挙げた。この活躍によりマルチェロ・リッピ監督率いるイタリア代表にも選ばれ、2005年6月8日のセルビア・モンテネグロ戦でA代表初キャップを記録した。
2005-06シーズンは、新監督ルイジ・デルネーリの採用した4-4-2フォーメーションに適応できず出場機会は減少した。その後もパレルモで活躍ができずにいたが、2007-08シーズン後半戦から期限付き移籍したレッジーナ・カルチョでは半年で7ゴールをマークし復活した。その後完全移籍し主力としてさらに2シーズンプレー。セリエBでプレーすることになった2009-10シーズンは11得点を挙げたがこのシーズン限りでレッジーナを退団し、ACシエーナと契約した。
シエーナでは一年目にセリエA昇格を成し遂げる。2年目はジュゼッペ・サンニーノ監督のもとトップ下として新境地を開拓し、プレーメーカーとして活躍を見せた。この活躍からシーズン終了後、サンニーノ監督が就任した古巣パレルモに34歳にして復帰することになった。しかし、わずか開幕3試合でサンニーノ監督が解任。ブリエンツァ自身はその後も出場機会を得ていたが、冬の移籍市場最終日の2013年1月31日、アタランタBCへの完全移籍が決まった。
2014年8月13日、セリエAに復帰したACチェゼーナに加入した。
2015-16シーズンはボローニャFCでプレー。翌年8月30日、セリエBのFCバーリ1908へ2年契約で移籍することが発表された。

## タイトル
パレルモ
- セリエC1 : 2000-01